# Ernest Martínez Izquierdo
Ernest Martinez Izquierdo (Barcelona 11 de juny de 1962) és un director d'orquestra i compositor català.
Va estudiar al Conservatori Superior de Música de Barcelona, on es va especialitzar en composició i va estudiar direcció d'orquestra amb Antoni Ros Marbà. Com a compositor va estudiar amb Josep Soler i Sardà i amb Carles Guinovart a Barcelona i amb Franco Donatoni a Siena (Itàlia).
El 1985 va iniciar la seva carrera com a director d'orquestra amb la creació del grup Barcelona 216, especialitzat en la interpretació del repertori de cambra contemporani. Entre 1985 i 1987 fou assistent de direcció d'Edmon Colomer a la Joven Orquesta Nacional de España (JONDE). El 1988, amb 25 anys, va esdevenir el director assistent de Jesús López Cobos a l'Orquesta Nacional de España (ONE), i un any més tard, convidat per Pierre Boulez i amb l'ajuda d'una beca atorgada pel govern francès es va traslladar a París per treballar com a assistent de direcció amb l'Ensemble InterContemporain. El 2002, amb una certa polèmica, fou nomenat director titular i artístic de l'Orquestra Simfònica de Barcelona i Nacional de Catalunya, càrrec que desenvolupa fins al 2006, moment en què renuncia a continuar, malgrat l'oferiment de renovació, tot i que continuà com a principal director convidat fins a l'any 2009.
Des del 1997 és director artístic i musical de l'Orquesta Sinfónica de Navarra Pablo Sarasate(OSN).
Paral·lelament a la seva activitat com a director titular, ha dirigit les principals formacions espanyoles i, en l'àmbit internacional, ha treballat amb orquestres com l'Orquestra Simfònica de Kyoto, l'Orquestra Simfònica de la Ràdio de Finlàndia, l'Orquestra Filharmònica de Varsòvia, l'Orquestra Filharmònica de Radio France, l'Orquestra Nacional de Lilla, l'Orquestra Filharmònica de Hèlsinki, l'Orquestra del Teatro Comunale di Bologna, l'Acadèmia Beethoven d'Anvers, l'Orquestra Tonkünstler de Viena i també amb conjunts com l'Ensemble Contemporain de Mont-real, l'Ensemble Modern de Frankfurt, el Klangforum (Viena) i l'Avanti Chamber Orchestra (Hèlsinki), entre d'altres. Com a director d'òpera destaquen les produccions Adriana Mater de Kaija Saariaho amb direcció escènica de Peter Sellars (premières a l'Òpera Nacional de Finlàndia i a l'Òpera de Santa Fe, als Estats Units), Le nozze di Figaro de W.A. Mozart, amb direcció escènica d'Emilio Sagi i Carmina Burana de Carl Orff, amb posada en escena de La Fura dels Baus.
El 16 de novembre de 2005 fou elegit acadèmic de número de la Reial Acadèmia Catalana de Belles Arts de Sant Jordi per la secció de música, a proposta Francesc Bonastre, Joan Guinjoan, i Josep Maria Mestres i Quadreny. Ingressà el 19 de desembre de 2007 amb la lectura del discurs i la interpretació de la seva obra Norte-Sur pel grup instrumental BCN216, dirigit per ell mateix. El 18 de març del 2023 va ser l'encarregat de la direcció de l'òpera Alexina B de la compositora catalana Raquel García-Tomás al Gran Teatre del Liceu, éssent la segona dona que ho fa.
Ha rebut diversos premis i guardons entre els quals destaquen els premis Ojo Crítico (1995) de RNE a l'apartat de música clàssica, el Roland de Periodisme de Música Clàssica de Catalunya (2000), el Ciutat de Barcelona (2001) i Latin Grammy (2006) amb Michel Camilo per un disc amb la interpretació de la Rhapsody in Blue i altres peces de George Gershwin.